# .ad
.ad — в Інтернеті, національний домен верхнього рівня (ccTLD) для Андорри.

## Домени 2-го та 3-го рівнів
В цьому національному домені нараховується близько 1 910 000 вебсторінок (станом на січень 2009 року).
У наш час використовуються та приймають реєстрації доменів 3-го рівня такі доменні суфікси (відповідно, існують такі домени 2-го рівня):
| Суфікс  | Регламентовані користувачі |
| ------- | -------------------------- |
| .fam.ad | Родини, приватні особи     |